# Arthur Chevrolet
Arthur Chevrolet (ur. 25 kwietnia 1884 roku w La Chaux-de-Fonds, zm. 16 kwietnia 1946 roku w Slidell) – szwajcarsko-amerykański kierowca wyścigowy i producent samochodów.

## Kariera
W swojej karierze Chevrolet startował głównie w Stanach Zjednoczonych w mistrzostwach AAA Championship Car oraz towarzyszącym mistrzostwom słynnym wyścigu Indianapolis 500. W pierwszym sezonie startów, w 1910 roku, z dorobkiem 135 punktów uplasował się na 22. miejscu w końcowej klasyfikacji kierowców. W latach 1911 i 1916 startował jedynie w Indianapolis 500, jednak nie osiągał linii mety.
W 1929 roku Arthur wraz ze swoim bratem Louisem założyli przedsiębiorstwo lotnicze, w którym jednak nie osiągnęli sukcesu. Po sprzedaży Amerykanin zajął się budową samochodów wyścigowych i stał się jednym z pionierów w tej dziedzinie. Jego wysiłki zostały docenione poprzez wpisanie jego nazwiska do galerii sław National Sprint Car Hall of Fame & Museum w 1990 roku.